# Greatest Hits (Francesco De Gregori)
Greatest Hits è un album antologico del cantautore italiano Francesco De Gregori, pubblicato nel 1980 dalla RCA Italiana.

## Tracce
Lato A
Testi e musiche di Francesco De Gregori, eccetto dove indicato..
1. Viva l'Italia
2. Pablo (testo: Francesco De Gregori – musica: Lucio Dalla, Francesco De Gregori)
3. Banana Republic (testo: Francesco De Gregori – musica: Steve Goodman, Steve Burgh e Jim Rothermel)
4. Bufalo Bill
5. Generale

Lato B
Testi e musiche di Francesco De Gregori.
1. Rimmel
2. Terra e acqua
3. Alice
4. Piano Bar
5. Capo d'Africa